# Міллвілл (Массачусетс)
Міллвілл (англ. Millville) — місто (англ. town) в США, в окрузі Вустер штату Массачусетс. Населення — 3174 особи (2020).

## Демографія
Згідно з переписом 2010 року, у місті мешкало 3190 осіб у 1094 домогосподарствах у складі 855 родин. Було 1162 помешкання
Расовий склад населення:
| - 97,3 % — білих - 0,9 % — азіатів - 0,5 % — чорних або афроамериканців - 0,2 % — корінних американців |

До двох чи більше рас належало 0,9 %. Частка іспаномовних становила 1,3 % від усіх жителів.
За віковим діапазоном населення розподілялося таким чином: 27,3 % — особи молодші 18 років, 64,5 % — особи у віці 18—64 років, 8,2 % — особи у віці 65 років та старші. Медіана віку мешканця становила 37,8 року. На 100 осіб жіночої статі у місті припадало 98,8 чоловіків;  на 100 жінок у віці від 18 років та старших — 94,6 чоловіків також старших 18 років.
Середній дохід на одне домашнє господарство  становив 104 300 доларів США (медіана — 90 500), а середній дохід на одну сім'ю — 119 042 долари (медіана — 107 875). Медіана доходів становила 69 702 долари для чоловіків та 58 646 доларів для жінок. За межею бідності перебувало 4,4 % осіб, у тому числі 6,1 % дітей у віці до 18 років та 5,4 % осіб у віці 65 років та старших.
Цивільне працевлаштоване населення становило 1816 осіб. Основні галузі зайнятості: освіта, охорона здоров'я та соціальна допомога — 25,5 %, виробництво — 15,1 %, науковці, спеціалісти, менеджери — 12,3 %, будівництво — 9,8 %.